# The night Chicago died
The night Chicago died is een single van het Britse Paper Lace. Het is afkomstig van hun album And other bits of material. In de Verenigde Staten en Canada werd de titel van het album gelijk aan deze succesvolle single. Het liedje is geschreven door hitschrijvers Peter Callander en Mitch Murray van onder meer Manfred Mann en The Hollies.
Onderwerp van het lied is een schietpartij tussen de politie van Chicago en leden van de bende rondom Al Capone, die in werkelijkheid niet heeft plaatsgevonden. De plot speelt zich af in East Side, Chicago, maar de stad kent die wijk niet (wel West, North en South). De schrijvers van het lied gaven later toe, dat zij voordat de single uitkwam nog nooit in Chicago waren geweest. De toenmalige burgemeester van Chicago Richard Joseph Daley haatte het nummer.

## Hitnotering
Paper Lace werd met deze single bijna een eendagsvlieg in de Billboard Hot 100. Zowel de vorige als de volgende single haalden bij verre niet de verkoopcijfers van deze single. The night stond zeventien weken genoteerd, waarvan een week op de eerste plaats. In het Verenigd Koninkrijk verkocht The night minder dan haar voorganger (wel een nummer 1 aldaar) en kwam “niet verder” dan een derde plaats in elf weken notering,

### Nederlandse Top 40
Deze Alarmschijf haalde de eerste plaats net niet dankzij The Rubettes met Sugar baby love.
| Positie: | 17 | 9 | 4 | 4 | 2 | 2 | 4 | 7 | 16 | 25 | 40 | uit |

### NederlandseDaverende 30
Paper Lace werd gestuit door Sugar baby love van The Rubettes
| Positie: | 17 | 8 | 4 | 4 | 2 | 3 | 4 | 10 | 20 | 27 | uit |

### BelgischeBRT Top 30
| Positie: | 27 | 17 | 15 | 6 | 2 | 1 | 1 | 1 | 8 | 6 | 5 | 10 | 12 | 23 | uit |

### VlaamseUltratop 30
In deze lijst werd Paper Lace gestuit door Dalida met haar Gigi l'amoroso.
| Positie: | 30 | 20 | 11 | 4 | 3 | 2 | 3 | 3 | 6 | 6 | 7 | 11 | 17 | 22 | uit |

### NPO Radio 2 Top 2000
The night Chicago died stond alleen in 2000 in de NPO Radio 2 Top 2000, op plek 1805.